# Anethum graveolens
L'aneto (Anethum graveolens L.) è una pianta erbacea dai piccoli fiori appartenente alla famiglia delle Apiacee.

## Etimologia
Il nome del genere deriva dal greco « anethon » (anice), il quale deriva a sua volta dall'antico egizio. Questo termine può essere tradotto con allontana i malori in riferimento alle proprietà medicamentose. L'epiteto specifico graveolens deriva dal latino « gravis » (pesante, forte) et « olens » (sentore), in quanto ha un odore forte. 

Il binomio scientifico attualmente accettato (Anethum graveolens) è stato proposto da Linneo (1707 – 1778) biologo svedese, considerato il padre della moderna classificazione scientifica degli organismi viventi, nella pubblicazione "Species Plantarum" del 1753.

## Descrizione

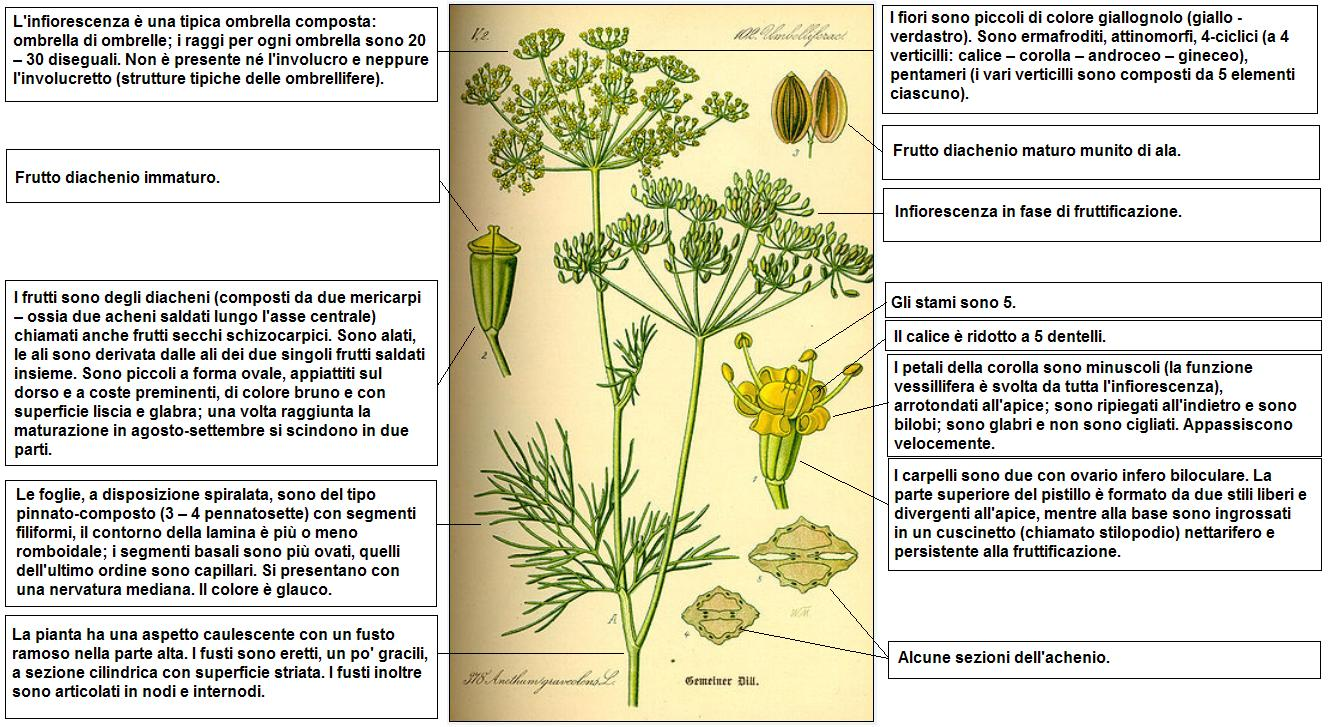
Descrizione delle parti della pianta

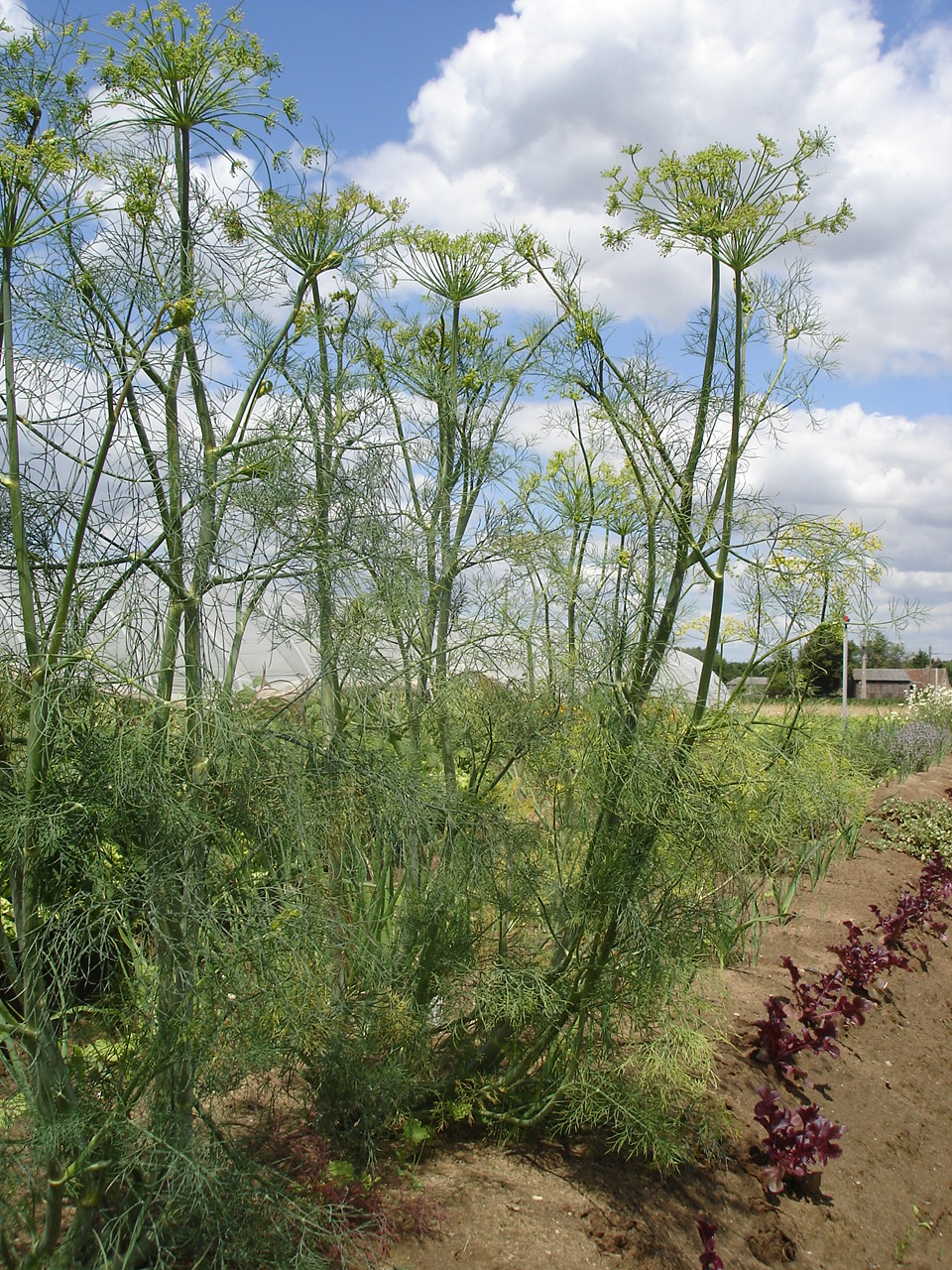
Il portamento

L'altezza di queste piante annuali (ma in alcuni casi anche biennali) varia da 0,2 a 1 m (massimo 1,5 m). La forma biologica è terofita scaposa (T scap), ossia sono piante che differiscono dalle altre forme biologiche poiché, essendo fondamentalmente annuali, superano la stagione avversa sotto forma di seme; sono inoltre munite di asse fiorale eretto e spesso privo di (o con poche) foglie. Tutta la pianta è glauca e aromatica con un odore particolarmente intenso.

### Radici
Le radici sono secondarie da fittone.

### Fusto
- Parte ipogea: la parte sotterranea è una radice fittonante.
- Parte epigea: la pianta ha un aspetto caulescente con un fusto ramoso solo nella parte alta. I fusti sono eretti, un po' gracili, a sezione cilindrica con superficie striata. I fusti inoltre sono articolati in nodi e internodi.

### Foglie

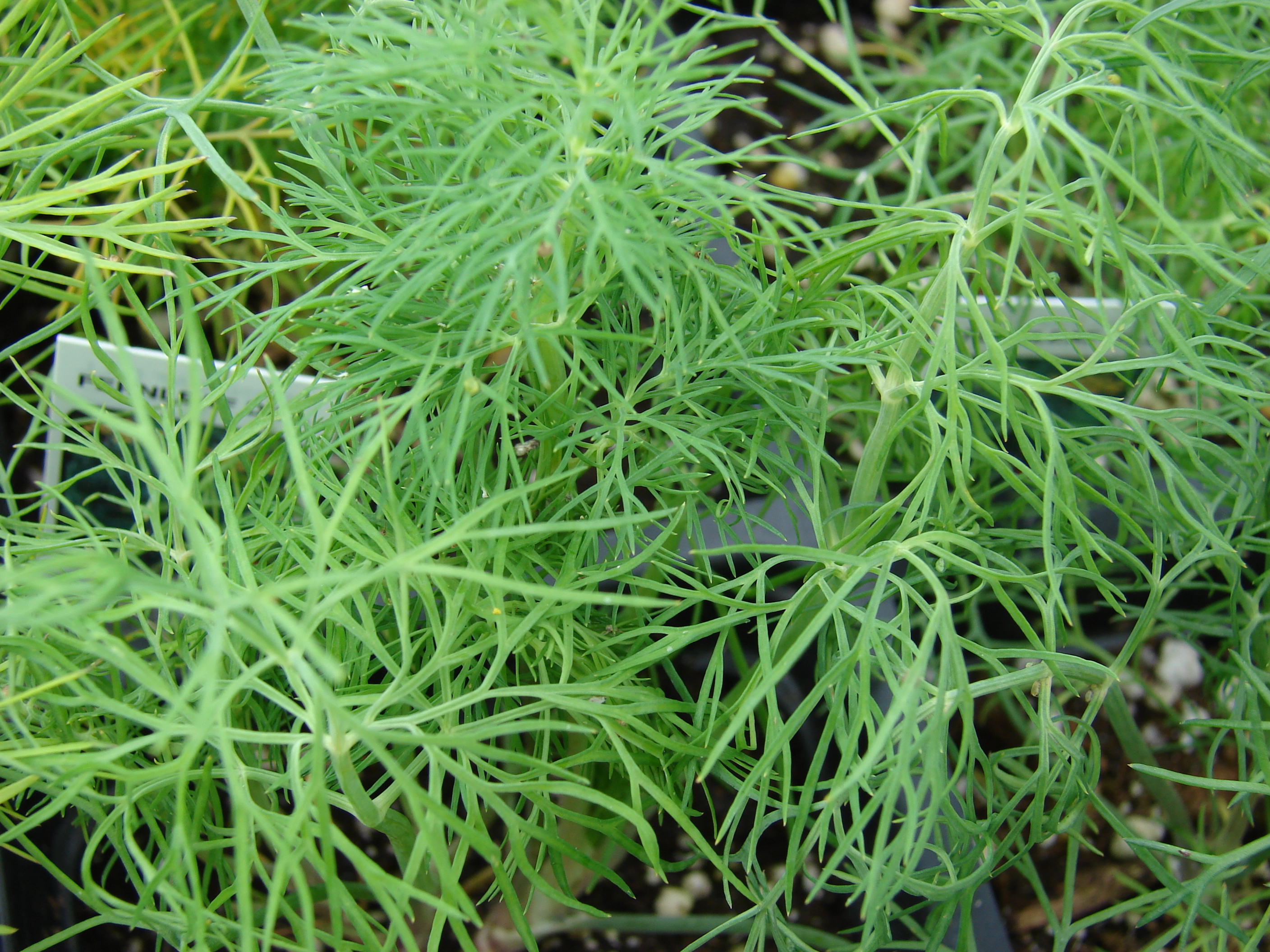
Le foglie

Le foglie, a disposizione spiralata, sono del tipo pinnato-composto (3 – 4 pennatosette) con segmenti filiformi, il contorno della lamina è più o meno romboidale; i segmenti basali sono più ovati, quelli dell'ultimo ordine sono capillari. I vari segmenti si presentano con una nervatura mediana. Il colore è glauco. La larghezza delle foglie è circa di 1 mm; in particolare i segmenti più esterni hanno le seguenti dimensioni: larghezza 0,5 mm; lunghezza 4 – 20 mm.

### Infiorescenza

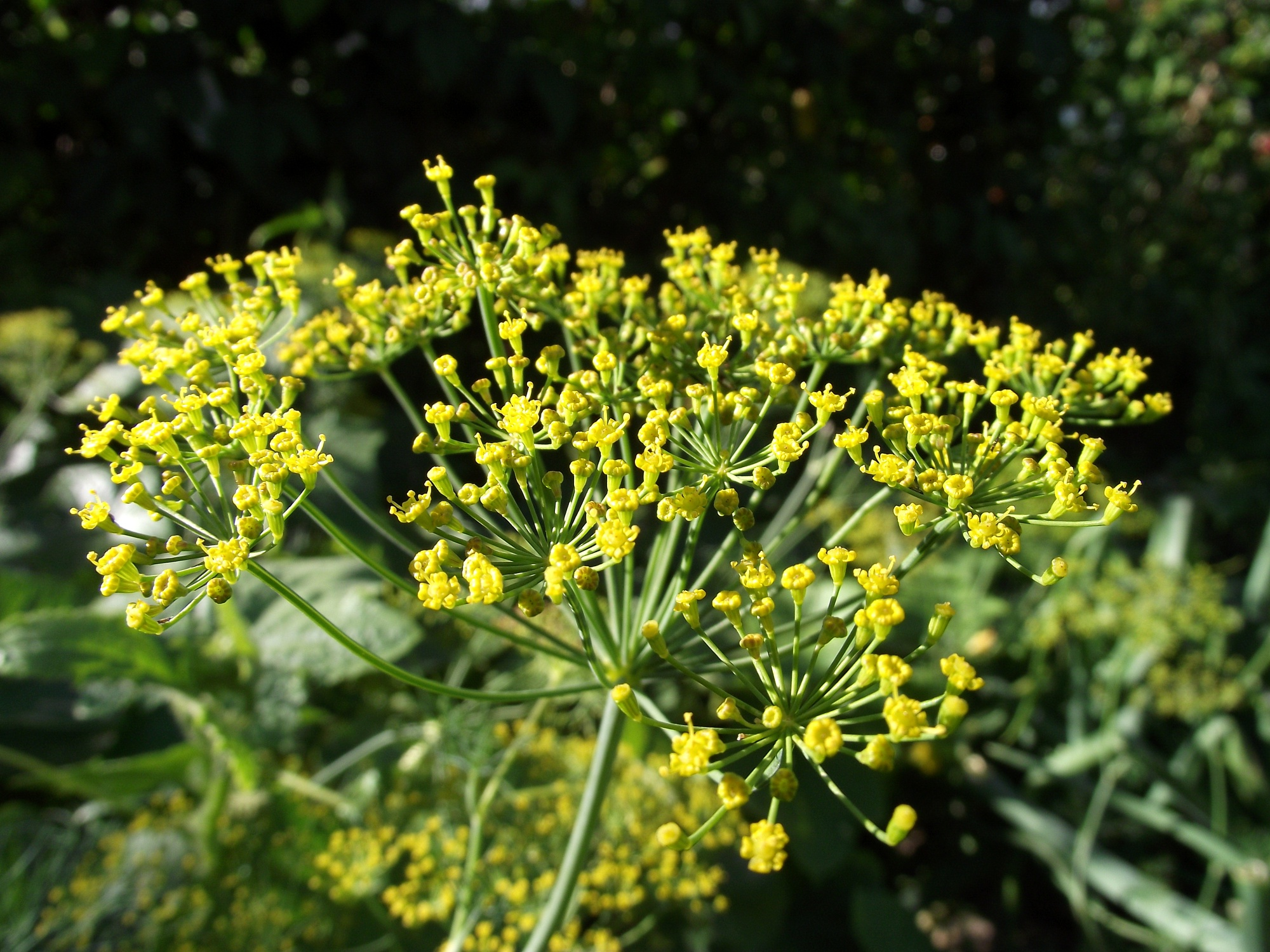
Infiorescenza

L'infiorescenza è una tipica ombrella composta: ombrella di ombrelle; i raggi per ogni ombrella sono 20 – 30 diseguali. Non è presente né l'involucro e neppure l'involucretto (strutture tipiche delle ombrellifere). Dimensione dell'infiorescenza: 5 – 8 cm. Lunghezza dei raggi: 3 – 5 cm. Lunghezza dei pedicelli: 6 – 10 mm.

### Fiore

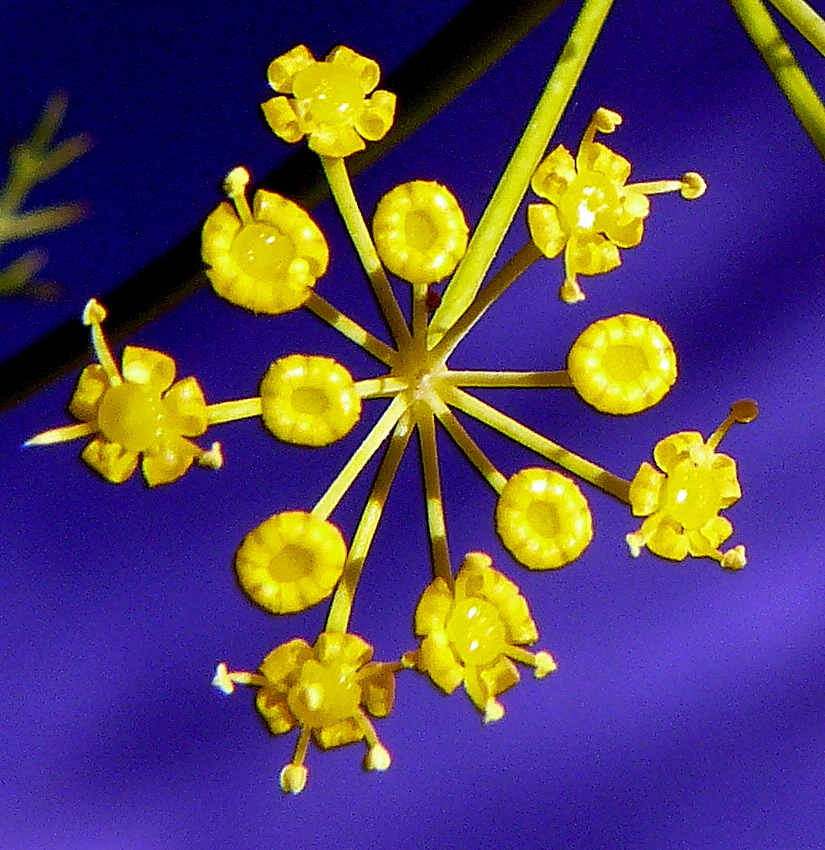
I fiori

I fiori sono piccoli di colore giallognolo (giallo - verdastro). Sono ermafroditi, attinomorfi, 4-ciclici (a quattro verticilli: calice – corolla – androceo – gineceo), pentameri (i vari verticilli sono composti da cinque elementi ciascuno). Dimensione del fiore: 2 mm.
- Formula fiorale: per questa pianta viene indicata la seguente formula fiorale:

* K 5, C 5, A 5, G (2), infero, schizocarpo
- Calice: il calice è ridotto a cinque dentelli.
- Corolla: i petali della corolla sono minuscoli (la funzione vessillifera è svolta da tutta l'infiorescenza), arrotondati all'apice; sono ripiegati all'indietro e sono bilobi; sono glabri e non sono cigliati. Appassiscono velocemente.
- Androceo: gli stami sono cinque.
- Gineceo: i carpelli sono due con ovario infero biloculare. La parte superiore del pistillo è formata da due stili liberi e divergenti all'apice, mentre alla base sono ingrossati in un cuscinetto (chiamato stilopodio) nettarifero e persistente alla fruttificazione.
- Fioritura: da luglio a settembre.

### Frutti

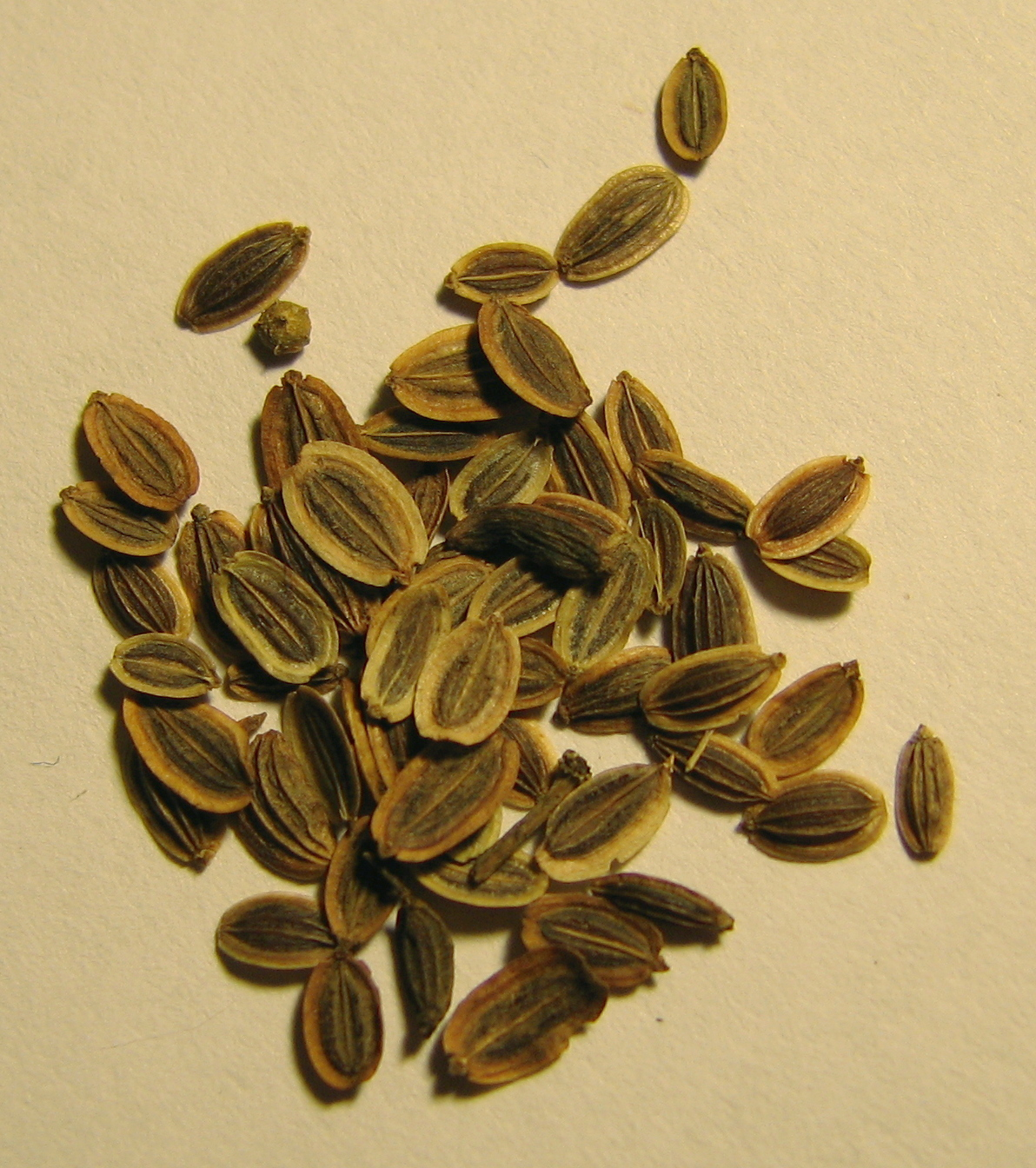
I frutti

I frutti sono dei diacheni (composti da due mericarpi – ossia due acheni saldati lungo l'asse centrale) chiamati anche frutti secchi schizocarpici. Sono alati, derivati dalle ali dei due singoli frutti saldati insieme. Sono piccoli e di forma ovale, appiattiti sul dorso e a coste preminenti, di colore bruno e con superficie liscia e glabra; una volta raggiunta la maturazione in agosto-settembre si scindono in due parti. Dimensione del frutto: 4 – 5 mm.

## Riproduzione
- Impollinazione: l'impollinazione è garantita soprattutto da diversi insetti, come api e vespe in quanto sono piante nettarifere (impollinazione entomogama).
- Riproduzione: la fecondazione avviene tramite l'impollinazione dei fiori (vedi sopra).

## Distribuzione e habitat

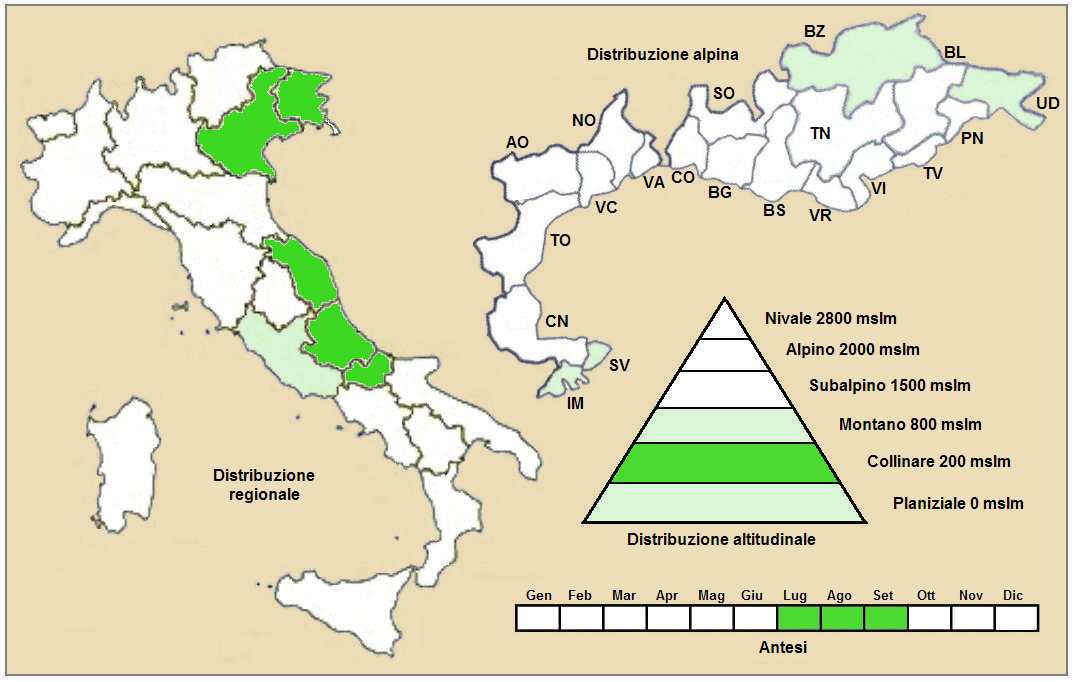
Distribuzione della pianta (Distribuzione regionale – Distribuzione alpina)

- Geoelemento: il tipo corologico (area di origine) è Sud Ovest Asiatico. Questa specie è di origine asiatica e successivamente naturalizzatasi in Europa meridionale; quindi in Italia è da considerare specie "esotica naturalizzata"[6] o "avventizia"[8].
- Distribuzione: questa specie è poco diffusa sul territorio italiano; è considerata rara, anche se in alcune zone, come ad esempio nel forlivese, è coltivata. Si trova in parte al Nord (Veneto, Friuli-Venezia Giulia e forse in Liguria e Trentino-Alto Adige) e in parte al Centro (Marche, Abruzzo e Molise). Fuori dall'Italia (sempre nelle Alpi) si trova in Francia (dipartimento di Drôme) e in Austria (Länder del Vorarlberg, Tirolo Settentrionale, Carinzia, Stiria, Austria Inferiore). Sugli altri rilievi europei si trova nel Massiccio Centrale e nei Monti Balcani.
- Habitat: l'habitat tipico sono gli incolti e orti (coltivi utilitari). Si trova anche nelle regioni meridionali della Romania (es. Calafat, Dolj). Il substrato preferito è sia calcareo sia siliceo con pH neutro, medi valori nutrizionali del terreno che deve essere secco.
- Distribuzione altitudinale: l'aneto si trova raramente al di sotto dei 600 metri, mentre sui rilievi queste piante si possono trovare fino a 1 000 m s.l.m.; frequentano quindi i seguenti piani vegetazionali: collinare e in parte montano.

### Fitosociologia
Dal punto di vista fitosociologico la specie di questa voce appartiene alla seguente comunità vegetale:
Formazione: delle comunità terofiche pioniere nitrofile
Classe: Stellarietea mediae
Ordine: Sisymbrietalia
Alleanza: Sisymbrion

## Tassonomia
Il genere dell'Anethum graveolens (Anethum L.) comprende poche specie (non più di una ventina) ed è distribuito soprattutto nell'emisfero boreale (Europa, Asia occidentale e India); la sua famiglia, delle Apiaceae Lindley, comprende 460 generi per 4 250 specie (440 generi e 3 500 specie secondo altre fonti).

Nelle vecchie classificazioni di questa specie la famiglia di appartenenza si chiama "Umbelliferae" (un altro nome molto ricorrente è "Ombrellifere"). 

Il numero cromosomico di A. graveolens è: 2n = 22.

### Filogenesi
L'analisi filogenetica fatta su diverse specie della famiglia delle "Apiaceae" ha evidenziato dodici cladi principali. La specie Anethum graveolens ha una posizione più o meno centrale nell'evoluzione della famiglia insieme con le specie di altri generi come Apium, Foeniculum e Ridolfia. Gli ultimi due generi sono caratterizzati dall'avere fiori giallastri e foglie filiformi come l'aneto. Tutti sono privi di involucro.

### Variabilità
Nella tabella seguente sono indicate alcune sottospecie e varietà non presenti sul territorio italiano. L'elenco può non essere completo e alcuni nominativi sono considerati da altri autori dei sinonimi della specie principale o anche di altre specie:

Sottospecie:
- subsp. sowa (Roxburgh) N.F.Koren
- subsp. australe N.F.Koren (1988)

Varietà:
- var. anatolicum N.F.Koren (1988)
- var. copiosum N.F.Koren (1988)
- var. nanum N.F.Koren (1988)
- var. parvifolium N.F.Koren (1988)
- var. tenerifrons N.F.Koren (1988)

### Sinonimi
Questa entità ha avuto nel tempo diverse nomenclature. L'elenco seguente indica alcuni tra i sinonimi più frequenti:
- Anethum arvense Salisb. (1796)
- Anethum benevolens Lunell
- Anethum sowa Roxburgh
- Ferula marathrophylla W. G. Walpers
- Peucedanum anethum Baillon
- Peucedanum graveolens L. 
- Peucedanum sowa (Roxburgh) Kurz.

### Specie simili
I fiori delle Apiaceae sono piccoli e poco significativi e quindi facilmente confondibili a uno sguardo veloce. Diverse specie sono più o meno simili a quella di questa voce; l'elenco seguente ne descrive alcune:
- Pastinaca sativa L. - Pastinaca comune: i fiori sono molto simili, ma si può distinguere per le foglie i cui segmenti sono ovato-rombici. È comune in tutta l'Italia.
- Foeniculum vulgare Mill. - Finocchio comune: i fusti di questa pianta sono ramosi anche nella parte inferiore; le foglie sono molto simili;  il profumo è dolce e intenso. È comune in tutta l'Italia.
- Peucedanum officinale L. - Finocchio porcino: è una pianta più alta; le foglie hanno i segmenti di tipo falciforme. È comune al Nord e al Sud.
- Ridolfia segetum Morris - Ridolfia delle messi: l'infiorescenza in genere ha un numero maggiore di raggi; le foglie sono molto simili; l'odore è sgradevole. Si trova (raramente) al Sud e nelle isole.

## Usi

### Farmacia
Le sue proprietà hanno blandi effetti benefici per lo stomaco: digestive, aperitive, carminative (favorisce la fuoriuscita dei gas intestinali), antispasmodiche (attenua gli spasmi muscolari e rilassa anche il sistema nervoso), diuretiche (facilita il rilascio dell'urina) e anti-infiammatorie (attenua uno stato infiammatorio), calmanti e preparatorie per il sonno. In particolare: 
- utilizzato in infusione, l'aneto favorisce la digestione e lenisce i dolori colitici[13];
- i semi, in infusione, permettono di fermare il singhiozzo, il mal di testa e la tosse infantile[14]
- altri utilizzi: indigestione, vomito nervoso, flatulenza, aiuta l'allattamento, gas intestinali, spasmi, crampi e anche come antisettico intestinale[15].

### Cucina
L'aneto è coltivato come aroma da cucina; se ne possono utilizzare le foglie fresche o i semi essiccati. Analogo al finocchio per l'aroma e le proprietà. È una spezia molto utilizzata in Germania, nelle Isole britanniche, nell'Est europeo, in Scandinavia, in Turchia, in Albania, in Grecia (dove entra nella composizione del noto Tzatziki), in Cina nei ravioli cinesi e anche in India e in numerosi altri paesi del mondo, prevalentemente in piatti a base di pesce.

Inoltre le foglie, fresche o secche, sono impiegate per aromatizzare differenti preparazioni culinarie, generalmente le insalate, i pesci, le carni e le salse; mentre i semi servono per profumare i liquori e le confetture. Dai semi si ricava anche un olio (olio di aneto).

### Coltivazione
In genere sono piante vigorose e robuste, quindi di facile coltivazione. L'aneto apprezza l'esposizione al sole pieno e i terreni ben drenati. Teme i suoli troppo umidi e le male erbe, per cui sono necessarie ripetute sarchiature per tenere libero il terreno attorno alle piante. In Inghilterra è coltivato fin dal XVI secolo.

## Altre notizie
Questa pianta, originaria del bacino mediterraneo, è stata utilizzata da diverse civiltà:
- dai popoli Ebraici quale ortaggio;
- dagli Egizi da più di 5 000 anni, come pianta medicinale;
- dai Greci e i Romani per il suo profumo e le sue virtù medicinali.

È menzionato nel Vangelo secondo Matteo: